# Adam Nhaili
Adam Nhaili (9 augustus 2005) is een Belgisch voetballer die onder contract ligt bij STVV.

## Carrière
Nhaili sloot zich op jonge leeftijd aan bij Alfa Andenne, waar hij samenspeelde met onder andere Tom Poitoux. Via ES Wanze/Bas-Oha belandde hij bij Standard Luik. Uiteindelijk kwam hij terecht bij STVV, waar hij in augustus 2023 zijn eerste profcontract ondertekende.
In de zomer van 2023 mocht Nhaili, die in het seizoen 2022/23 quasi elke wedstrijd meespeelde met de beloften van STVV, meetrainen met het eerste elftal van de club. Op 31 oktober 2023 maakte hij z'n officiële debuut in het eerste elftal van de club: in de bekerwedstrijd tegen Francs Borains, waarin STVV pas na verlengingen voorbij de Henegouwers raakte, liet trainer Thorsten Fink hem in de tweede helft van de verlengingen invallen. Op 3 mei 2024 maakte hij zijn competitiedebuut in de Europe play-offwedstrijd tegen KVC Westerlo, waarin Fink hem in de slotfase liet invallen.

## Clubstatistieken
| Seizoen         | Club            | Land            | Competitie      | Competitie | Competitie | Beker | Beker | Supercup | Supercup | Europees | Europees | Totaal | Totaal |
| Seizoen         | Club            | Land            | Competitie      | Wed.       | Dlp.       | Wed.  | Dlp.  | Wed.     | Dlp.     | Wed.     | Dlp.     | Wed.   | Dlp.   |
| --------------- | --------------- | --------------- | --------------- | ---------- | ---------- | ----- | ----- | -------- | -------- | -------- | -------- | ------ | ------ |
| 2023/24         | STVV            | Vlag van België | Eerste klasse A | 1          | 0          | 1     | 0     | —        | —        | —        | —        | 2      | 0      |
| Carrière totaal | Carrière totaal | Carrière totaal | Carrière totaal | 1          | 0          | 1     | 0     | 0        | 0        | 0        | 0        | 2      | 0      |

Bijgewerkt op 3 juli 2024.